# Salvatore Ghisaura
Salvatore Ghisaura (Ozieri, 1823 – Ozieri, 1889) è stato un pittore italiano.

## Biografia
Frequentò dal 1845 al 1851 una scuola di pittura a Roma (forse l'Accademia). Qui venne premiato nel 1845 in occasione di un concorso di pittura tenutosi al Campidoglio di Roma. Sostenne la Repubblica romana di Giuseppe Mazzini, subendo poi le persecuzioni della polizia durante la restaurazione. Rientrato a Ozieri si specializzò nei ritratti e nelle scene di tema religioso. La sua tecnica prediligeva un elegante uso dello sfumato sulla scia del cagliaritano Giovanni Marghinotti (1798-1865).
Tra le opere eseguite da Ghisaura vi sono la grande tela della Vergine della Neve del 1860 (presso la Cattedrale di Nuoro), gli oli su tela delle Anime del Purgatorio e di San Michele arcangelo (entrambi presso la Cattedrale di Ozieri), alcuni dipinti presso la chiesa parrocchiale di Berchidda (Misericordia, Carmine, Arcangelo Raffaele), il restauro della predella del retablo del Loreto del Maestro di Ozieri nel 1870 e la realizzazione di una copia dello stesso dipinto conservata presso la chiesa ozierese omonima.